# 帕特诺山
帕特诺山（義大利語：Paterno）是多洛米蒂山的一个山峰，海拔2,744米（9,003英尺），位于意大利北部的博尔扎诺-上阿迪杰自治省与贝卢诺省的边界。
1882年9月11日，弗朗茨·因内科弗勒（Franz Innerkofler）首次登上帕特诺山。